# 487
Năm 487 là một năm trong lịch Julius.